# Butterbrot

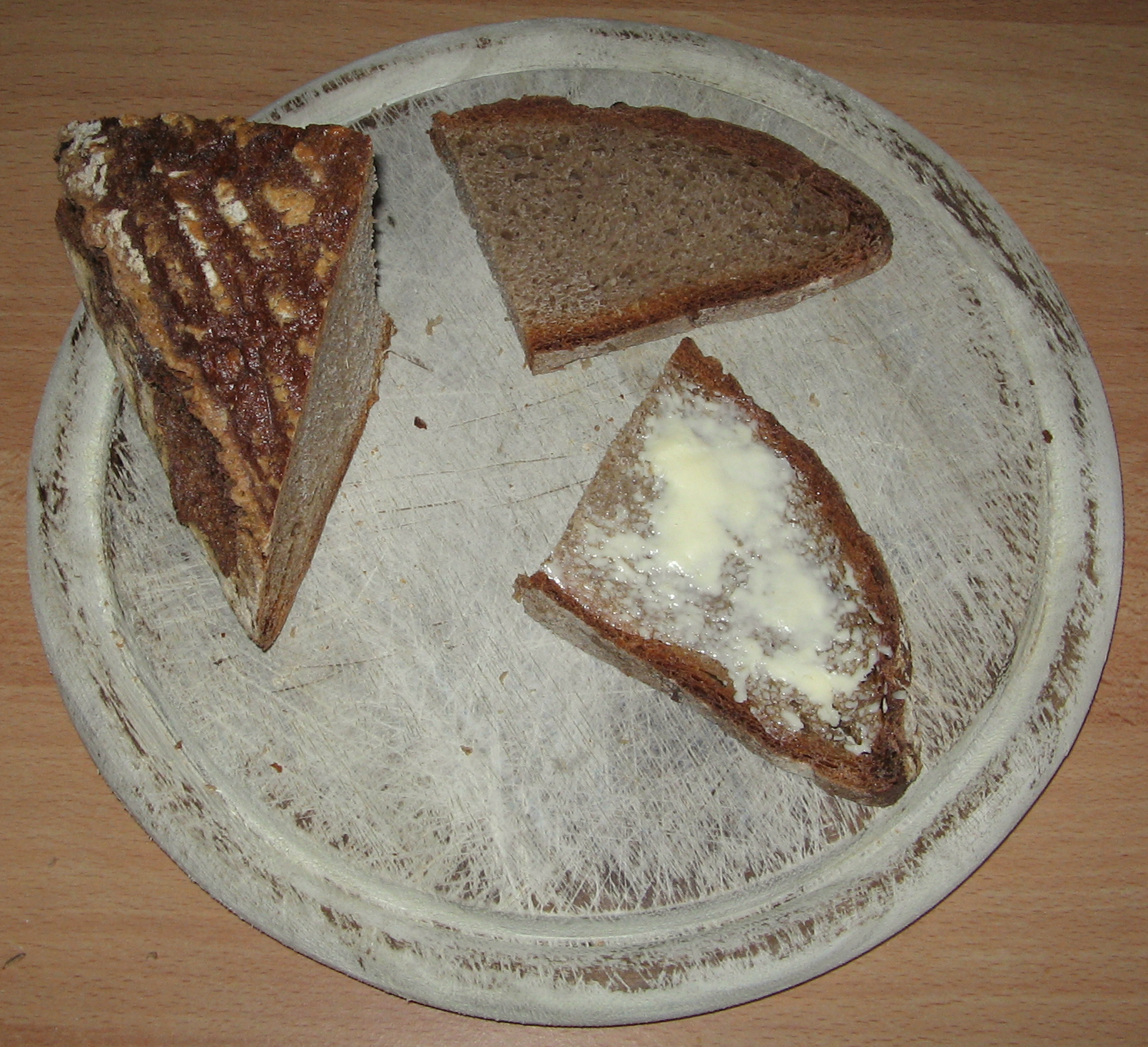
Una preparación de un butterbrot.

Butterbrot (del alemán pan con mantequilla, es posible encontrarlo como "belegtes Brot") es una tosta típica de la cocina alemana. Consiste en una tosta, generalmente de pan de centeno que se unta con mantequilla. A veces se denomina como sándwich alemán. Suele acompañarse de una salchicha o algunas rodajas de queso